# فهد بن تركي الثاني بن عبد العزيز آل سعود
الأمير الفريق ركن فهد بن تركي الثاني بن عبد العزيز آل سعود هو قائد قوات التحالف العربي لدعم الشرعية في اليمن حتى 31 أغسطس 2020، وكان قائداً للقوات البرية الملكية السعودية سابقاً، وقائد وحدات المظليين وقوات الأمن الخاصة السعودية. هو أحد أبناء تركي الثاني بن عبد العزيز آل سعود ووالدته هي الأميرة نورة بنت عبد الله بن عبد الرحمن آل سعود، عُيّن قائداً للقوات المشتركة بتاريخ 11 جمادى الآخرة 1439 هـ، وفي 31 أغسطس 2020 صدر أمرٌ ملكيٌّ بإحالته للتقاعد والتحقيق في قضية فساد مالي.

## أسرته

### زوجته
- الأميرة عبير بنت عبد الله بن عبد العزيز آل سعود
- الأميرة خلود بنت ابراهيم بن سعود العامري

### أبنائه
- عبد العزيز بن فهد بن تركي الثاني بن عبد العزيز آل سعود (نائب أمير منطقة الجوف سابقاً).
- نورة بنت فهد بن تركي الثاني بن عبد العزيز آل سعود. متزوجة من الأمير مشعل بن سلطان بن عبد العزيز آل سعود[3] ولها من الأبناء الأميرة موضي، الأمير سلطان، والأميرة نوف.[4]
- الجوهرة بنت فهد بن تركي الثاني بن عبد العزيز آل سعود. متزوجة من فيصل بن منصور بن متعب بن عبد العزيز آل سعود[5] ولها من الابناء الأميرة هيفاء ، الأمير عبدالعزيز .[6]
- سارة بنت فهد بن تركي الثاني بن عبد العزيز آل سعود .
- نوف بنت فهد بن تركي الثاني بن عبدالعزيز آل سعود.
- تركي بن فهد بن تركي الثاني بن عبدالعزيز آل سعود .

## الدورات[7]
- دورة لغة.
- دورة ضباط مرشحين.
- دورة مظليين.
- دورة مشاة تأسيسية.
- دورة قفز حر.
- دورة تأهيل قوات خاصة.
- دورة مشاة متقدمة.
- دورة قيادة وأركان بالمملكة العربية السعودية.
- دورة كلية الحرب.

## الوظائف والأعمال التي عمل بها
- ضابط وحدة متابعة.
- قائد الفصيل.
- مساعد قائد السرية.
- قائد السرية.
- ضابط عمليات.
- ضابط معلم.
- قائد جناح.
- قائد قوة.
- قائد الكتيبة.
- ركن عمليات.
- مساعد قائد.
- قائد وحدات.
- نائب قائد القوات البرية.
- قائد العمليات الخاصة المشتركة (عملية عاصفة الحزم، عملية إعادة الأمل). تم إعفاؤه في 31 أغسطس 2020.
- قائد القوات البرية. حتى فبراير 2018.
- قائد القوات المشتركة. تم إعفاؤه في 31 أغسطس 2020.

## الأوسمة والأنواط والميداليات التي حصل عليها
- نوط الأمم المتحدة (مشاركة الصومال).
- نوط فرنسي (جوقة الشرف).
- نوط أمريكي (1).
- نوط أمريكي (2).
- ميدالية تحرير الكويت (كويتي).
- نوط الذكرى المئوية.
- نوط الخدمة للمرة الخامسة.
- نوط الإتقان.
- نوط المعلم.
- نوط الأمن.
- نوط المعركة.
- ميدالية تحرير الكويت (سعودي).
- وسام الملك فيصل.
- نوط الإنقاذ.
- نوط القيادة.
- وسام الملك فهد من الدرجة الثالثة.

## إحالته إلى التقاعد
في يوم الإثنين 12 محرم 1442 هـ الموافق 31 أغسطس 2020 صدر أمر خادم الحرمين الشريفين بإنهاء خدمة الفريق الركن الأمير فهد بن تركي الثاني بن عبد العزيز آل سعود قائد القوات المشتركة وإحالته إلى التقاعد وإحالته للتحقيق.